# Río Larqui
El río Larqui es un curso natural de agua que nace en la planicie de la zona de Chillán, Región de Ñuble, de la confluencia de varios esteros y desemboca en el río Itata.

## Trayecto
El río Larqui tiene su origen en el Valle Central de Chile, de la reunión de una nutrida red de drenaje de cursos paralelos con cabeceras en la entrada a las montañas y que corren con dirección general oeste, como los esteros Cotrauco, Colton, Pití y Gallipavo.: 415  El Larqui bordea la ciudad de Bulnes.

## Caudal y régimen
Junto al Río Diguillín y al río Ñuble es uno de los afluentes más importantes que caen al río Itata en su cauce medio.: 414 
El portal Información Oficial Hidrometeorológica y de Calidad de Aguas en Línea de la Dirección General de Aguas reporta desde la estación fluviométrica Santa Cruz (Código BNA: 08134003-K) en el río Larqui los siguientes caudales medios mensuales para el año 2018:
| año/mes | enero | febrero | marzo | abril | mayo | junio | julio | agosto | septiembre | octubre | noviembre | diciembre |
| 2018    | 2.35  | 2.04    | 2.59  | 2.93  | 5.80 | 11.21 | 13.60 | 5.79   | 11.95      | 8.12    | 5.26      | 3.47      |
| ------- | ----- | ------- | ----- | ----- | ---- | ----- | ----- | ------ | ---------- | ------- | --------- | --------- |

## Historia
Francisco Astaburuaga escribió en 1899 en su obra póstuma Diccionario geográfico de la República de Chile sobre el río:
Larqui.-—Río de corto caudal ordinariamente y de un curso que no pasa de 60 kilómetros. Tiene sus fuentes en manantiales de la última grada occidental de los Andes hacia el SE. de la ciudad de Chillán. Corre al O. en general por entre los límites del departamento de este nombre y el de Bulnes, y va á terminar ó vaciar en la derecha del río Itata á unos 18 kilómetros al O. de la ciudad de Bulnes. Su cauce es comunmente profundo y estrecho. Recibe varios afluentes pequeños, siendo los más notables desde su parte superior los denominados de Meco, Coltón, Peralillo, Pitre, y Gallipavo. Lo cruza el ferrocarril entre las dos ciudades antes mencionadas.